# Pentagramma (geometria)

Pentagramma

Pentagramma inscritto in un pentagono

Il pentagramma (dal greco antico ?, pente, "cinque", gramma, "linea") è un poligono, intrecciato e stellato, una stella a cinque punte, formata da cinque segmenti intersecantisi. Può essere regolare o irregolare.
Un pentagramma regolare può essere formato da un pentagono regolare o estendendo i suoi lati, o disegnando le sue diagonali. La figura risultante contiene varie lunghezze correlate dalla proporzione aurea. Si tratta del più semplice poligono stellato unicursale.

## Il pentagramma come simbolo
Fu una forma geometrica molto cara ai pitagorici, forse anche perché le congiunzioni di Venere col Sole disegnano un pentagramma nel cerchio dello zodiaco, detto "pentagramma di Venere".
In forma irregolare è uno dei simboli bahai.
In Italia, negli anni di piombo, il pentagramma, che compariva tra la lettera "B" e la lettera "R", bianca su sfondo rosso, o scura su sfondo chiaro, è stato il simbolo delle Brigate Rosse.
Il Marocco e l'Etiopia hanno pentagrammi come loro simboli nazionali.
I pentagrammi erano usati simbolicamente nell'antica Grecia e in Babilonia, e sono usati oggi come simbolo di fede da molti Wiccan, simile all'uso della croce da parte dei cristiani. Il pentagramma ha associazioni magiche. Molte persone che praticano il paganesimo moderno, con tutti i suoi poteri magici e le sue fedi pagane, indossano gioielli che incorporano il simbolo. Una volta i cristiani usavano comunemente il pentagramma per rappresentare le Sante Piaghe.
Il pentagramma è anche usato come simbolo da altri sistemi di credenze ed è associato alla Massoneria. Infatti, il lato della stella e del pentagono stanno in rapporto del 38% e del 62%, come vuole  la Sezione aurea.
In Giappone una stella a cinque punte legata alla simbologia cinese dei cinque elementi veniva usata dall'onmyōji Abe no Seimei per focalizzare la sua attenzione nel momento in cui compiva i suoi incantesimi.